# Tillandsia sierrahalensis
Tillandsia sierrahalensis är en gräsväxtart som beskrevs av Mario Adolfo Espejo Serna och López-ferr. Tillandsia sierrahalensis ingår i släktet Tillandsia och familjen Bromeliaceae. Inga underarter finns listade i Catalogue of Life.